# Mandrake the Magician
Mandrake the Magician era una tira còmica sindicada, creada per Lee Falk (abans de crear The Phantom). Mandrake va començar a publicar-se l'11 de juny de 1934. Phil Davis aviat es va fer càrrec com a il·lustrador de la tira, mentre Falk continuava guioninzant. La tira va ser distribuïda per King Features Syndicate.
Mandrake, juntament amb el Phantom Magician (mag fantasma) de The Adventures of Patsy, de Mel Graff, és considerat per historiadors del còmic com el primer superheroi del còmic, com explica l'historiador del còmic Don Markstein, que escriu: "Hi ha qui diu que el mag Mandrake, que va començar el 1934, va ser el primer superheroi del còmic".
Pel fet que Phil Davis, el dibuixant, fou mobilitzat amb motiu de la II Guerra Mundial el 1942, el dibuix restà en mans de la seva esposa Martha, i d'alguns ajudants. Al retorn del conflicte bèl·lic, Davis continuaria amb Mandrake fins a la seva mort, esdevinguda el 16 de desembre de 1964. Fred Fredericks seria el seu successor. Falk va escriure una novel·la sobre Mandrake i, fins i tot, el dugué a la comèdia musical. Amb la mort de Falk el 1999, Fredericks es va convertir en escriptor i artista. La tira dominical de Mandrake va finalitzar el 29 de desembre del 2002. La tira diària va acabar amb la història del 6 de juliol de 2013, quan Fred es va retirar, i el 8 de juliol de 2013 es va iniciar una reimpressió de Pursuit of the Cobra (D220).

## Personatges

### Mandrake
Mandrake és un mag el treball del qual es basa en una tècnica hipnòtica inusualment ràpida. Com s'observa en els subtítols, quan Mandrake "gestiona hipnòticament", els seus subjectes veuen il·lusions, i Mandrake utilitzat aquesta tècnica contra una gran varietat de vilans incloent-hi gàngsters, científics bojos, extraterrestres i personatges d'altres dimensions. En diversos moments a la historieta, Mandrake també demostra altres poders, incloent la invisibiltat, el canvi de formes, la levitació i el teletransport. El seu barret, la seva capa i la seva vareta, transmesos del seu pare Theron, posseeixen grans propietats màgiques que, amb el temps, Mandrake aprèn a manipular. Tot i que Mandrake treballa públicament com a mag escènic, passa gran part del seu temps lluitant contra criminals i combatent entitats sobrenaturals. Mandrake viu a Xanadu, una mansió d'alta tecnologia sobre una muntanya a l'estat de Nova York. Xanadu disposa d'un circuit tancat de TV, una carretera seccional que es divideix per la meitat i portes de ferro verticals.
Leon Mandrake, un mag de la vida real, feia més de deu anys que actuava abans que Lee Falk presentés el personatge de còmic. Així, de vegades s'ha cregut que ha estat la font per a l'origen de la tira. Leon Mandrake, com el fictici Mandrake, també era conegut pel seu barret, la línia de bigoti i el capell folrat d'escarlata. Irònicament, Leon Mandrake havia canviat el seu nom artístic a Mandrake per adaptar-se a la tira popular i després legalment va canviar el seu cognom de Giglio a Mandrake més tard. La semblança entre l'heroi de historietes i el mag de la vida real era prou gran per permetre que Leon permetés, almenys passivament, la il·lusió que la tira es basava en la seva persona. Leon Mandrake estava acompanyat per Narda, la seva primera esposa i ajudant d'escena, batejada amb el nom d'un personatge similar, que apareix a la tira. Velvet, el seu ajudant de reemplaçament i el seu eventual soci de tota vida, també va aparèixer a la tira juntament amb el seu vertitable ajudant, Lothar.
L'origen del personatge és un altre segons explica Víctor Maringo, especialista en el gènere: a Lee Falk, el guionista i creador d'aquest heroi del còmic, el nom del protagonista de la sèrie se li acudí a Falk arran de la lectura d'un poema de l'anglès John Donne, que parla d'una Mandrake Root. Falk descobreix que és, en realitat, una arrel de la mandràgora que durant l'Edat Mitjana era considerada com una planta que concedia poders màgics. D'aquí la qualitat de mag de Mandrake.

### Personatges de suport
Lothar és el millor amic i company de lluita contra el crim de Mandrake, a qui Mandrake va conèixer durant els seus viatges a l'Àfrica. Lothar era el príncep de les set nacions, una poderosa federació de tribus de la selva, però va renunciar a convertir-se en rei per seguir Mandrake en els seus viatges mundials. A Lothar se'l coneix sovint com "l'home més fort del món", a excepció d'Hojo - El xef i cap secret d'Intel·ligència de Mandrake. Lothar és invulnerable a qualsevol arma forjada per l'home, impermeable a la calor i al fred, i posseeix la resistència de mil homes. Tampoc se'l pot perjudicar directament per la màgia (com per exemple, perns de foc, forrellats o encantacions). Pot aixecar fàcilment un elefant amb una mà. Un dels primers herois africans que combatents de la criminalitat que va aparèixer mai en còmics, el debut de Lothar al costat de Mandrake va ser a la tira diària inaugural del 1934. Al principi, Lothar parlava un anglès pobre i portava fes, pantalons curts i pell de lleopard. En una obra de King Features Syndicate de 1935, Lothar es coneix com un "esclau negre gegant" de Mandrake. Quan l'artista Fred Fredericks es va fer càrrec el 1965, Lothar parlava anglès correctament i la seva roba va canviar, tot i que sovint duia samarretes amb motius de pell de lleopard.
Narda és princesa de la nació europea Cockaigne, governada pel seu germà Segrid. Va fer la seva primera aparició a la segona història de Mandrake, concretament a la tira del 29 de novembre de 1934. Tot i que inicialment ella i Mandrake estaven enamorats l'un de l'altre, no es van casar fins al 1997, quan es va celebrar una extravagant triple cerimònia de casament a la casa de Mandrake de Xanadu, al país natal de Narda, Cockaigne, i al col·legi de màgia (Collegium Magikos) de Theron, el pare de Mandrake, a l'Himàlaia. Narda va aprendre arts marcials de Hojo.
Theron és el director del col·legi de màgia (Collegium Magikos) situat a l'Himàlaia. Té centenars d'anys i pot ser mantingut viu per la Mind Crystal, de la qual és el guardià. És el pare de Mandrake.
Hojo és el xef de Mandrake a la seva llar de Xanadu i el cap secret de l'organització internacional de lluita contra la criminalitat Inter-Intel. Com a tal, ha recollit l'ajuda de Mandrake amb molts casos. Coneix sis idiomes i també és un excel·lent expert en arts marcials. L'ajudant de Hojo a Inter-Intel és Jed .
El cap de la policia rep el nom de Bradley, però es anomenat principalment Chief (cap). Mandrake l'ajuda en diverses ocasions. El cap va crear el SSD (Silly Stuff Dept.) per a casos absurds i inversemblants que només Mandrake podia resoldre. Té un fill, Chris.
Magnon, l'emperador de la galàxia, és l'amic més poderós de Mandrake i, amb la seva dona Carola, té una filla, Nardraka. Ella va rebre el nom per Mandrake i Narda i és la seva padrina.
Lenore és la germana germana petita de Mandrake. És una exploradora de renom mundial.
Karma és la núvia de Lothar, una princesa africana que treballa de model.

### Enemics
El Cobra és l'enemic més malvat i perillós de Mandrake, evident des del començament de la història. El 1937, el Cobra semblava que havia estat derrotat, però va tornar el 1965, amb una màscara de plata amenaçadora. L'objectiu principal de Cobra és adquirir un dels dos poderosos Crystal Cubes, que augmenten l'energia mental. Mandrake i el seu pare Theron els custodien. Mandrake es va assabentar que el Cobra era en secret Luciphor, el fill més gran de Theron i mig-germà de Mandrake. En anys posteriors, el Cobra va poder abandonar la seva màscara de plata perquè la seva cara havia estat reconstruïda mitjançant cirurgia. De vegades va acompanyat del seu ajudant Ud .
Derek és el germà bessó de Mandrake i, per tant, similar a l'aparença de Mandrake. El germà utilitza els seus poders màgics, que són propers als de Mandrake, per aconseguir satisfaccions personals a curt termini. Mandrake va intentar eliminar el coneixement de la màgia de Derek, però mai no va tenir èxit. Eric, el fill de Derek, amb una mare desconeguda, no mostra senyals de seguir la petjada del seu pare.
El Clay Camel, de nom real Saki, és un mestre de la disfressa, capaç de imitar qualsevol persona i canviar el seu aspecte en segons. El seu nom prové del símbol que deixa a les escenes dels seus crims, un petit camell fet d'argila.
El Brass Monkey, filla del Clay Camel, té un talent similar per a disfresses.
Aleena l'encantadora és una antiga amiga de Mandrake del col·legi de màgia i una seductora moltes vegades casada que fa servir els seus poders màgics pel seu benefici. De vegades intenta seduir Mandrake, però falla i, després, intenta causar-li problemes.
8 és una antiga i molt potedora organització criminal originària de l'època medieval. Se sap que els membres sovint incorporen el número 8 en els seus delictes o deixen el número 8 com a marca. S'organitzen com un pop amb vuit braços, com a la seu, repartits arreu del món. Un cap –el misteriós líder Octon– només es mostra com una imatge amenaçadora a la pantalla d'un ordinador. Amb els anys, Mandrake destrueix una a una les diverses seus. En un episodi, l'Octon dels 8 es revela com a Cobra, però el nom fa referència a una intel·ligència artificial emprada per Ming the Merciless a la sèrie de televisió Defenders of the Earth.
Ekardnam, Mandrake al inrevés, és el "bessó malvat" de Mandrake, que existeix a l'altre costat d'un mirall. Igual que el seu món, en què el govern està dirigit pels soldats dels exèrcits i els generals fan tasques de poca importància, Ekardnam és un contrari exacte i utilitza el seu "mal d'ull" per fer la seva màgia.
El Deleter és un extraterrestre assassí a preu que "eliminarà" qualsevol persona per un preu, però li exigirà justícia a qualsevol que intenti enganyar-lo en la seva taxa contractada.
Nitro Cain és un bombarder boig que llança pals d'explosius a persones, incloent Mandrake.

## Històries

### Històries diàries
Es van publicar 24.756 tires diàries, que es numeren internacionalment amb la D (per daily, diari en anglès) i un número correlatiu. La darrera història va quedar inacabada:
| Número | Títol original (traducció)                                                                        | Data d'inici | Data final | tires en total |
| ------ | ------------------------------------------------------------------------------------------------- | ------------ | ---------- | -------------- |
| D001   | The Cobra (La Cobra)                                                                              | 11/06/1934   | 24/11/1934 | 144            |
| D002   | The Hawk (Mandrake Meets Narda) (El Falcó (Mandrake coneix Narda)                                 | 26/11/1934   | 23/02/1935 | 78             |
| D003   | The Monster of Tanov Pass (el Monstre de Tanov Pass)                                              | 25/02/1935   | 15/06/1935 | 96             |
| D004   | Saki, The Clay Camel (Saki, el Camell d'Argila)                                                   | 17/06/1935   | 02/11/1935 | 120            |
| D005   | The Werewolf (L'home llop)                                                                        | 04/11/1935   | 29/02/1936 | 102            |
| D006   | The Return of the Clay Camel (El retorn del Camell d'Argila)                                      | 02/03/1936   | 18/07/1936 | 120            |
| D007   | The Slave Traders of Tygandi (Els comerciants d'esclaus de Tygandi)                               | 20/07/1936   | 28/11/1936 | 114            |
| D008   | Mandrake in the Lost World (Mandrake al Món Perdut)                                               | 30/11/1936   | 17/04/1937 | 120            |
| D009   | In the Cobra's Grip (En el poder del Cobra)                                                       | 19/04/1937   | 11/09/1937 | 126            |
| D010   | Mandrake in America part 1 part 2 (Mandrake a Amèrica parts 1 i 2)                                | 13/09/1937   | 29/01/1938 | 120            |
| D011   | Mandrake in Hollywood (Mandrake a Hollywood)                                                      | 31/01/1938   | 02/04/1938 | 54             |
| D012   | Sonny the Child Movie Star (Sonny l'estrella de cinema infantil)                                  | 04/04/1938   | 14/05/1938 | 36             |
| D013   | Mandrake and the Haunted House (Mandrake i la casa encantada)                                     | 16/05/1938   | 09/07/1938 | 48             |
| D014   | Blozz the Champion (Blozz el campió)                                                              | 11/07/1938   | 10/09/1938 | 54             |
| D015   | Mandrake in Love (Mandrake enamorat)                                                              | 12/09/1938   | 03/12/1938 | 72             |
| D016   | Visitors From Space (Visitants de l'espai)                                                        | 05/12/1938   | 04/02/1939 | 54             |
| D017   | The Deep South (El Sud profund)                                                                   | 06/02/1939   | 13/05/1939 | 84             |
| D018   | Mandrake in Cockaigne (Mandrake a Cockaigne)                                                      | 15/05/1939   | 02/09/1939 | 96             |
| D019   | Mandrake in North Africa (Mandrake al Nord d'Àfrica)                                              | 04/09/1939   | 23/12/1939 | 96             |
| D020   | The Mountain Bandits (Els bandits muntanya)                                                       | 25/12/1939   | 20/01/1940 | 24             |
| D021   | The Museum Mystery (El museu misteri)                                                             | 22/01/1940   | 04/05/1940 | 90             |
| D022   | The Octopus Ring (L'anell Octopus)                                                                | 06/05/1940   | 21/12/1940 | 198            |
| D023   | Dr Griff's Invention (L'invent del Dr. Griff)                                                     | 23/12/1940   | 05/04/1941 | 90             |
| D024   | The Mystery of the Striped Orchid (El misteri de l'orquídia ratllada)                             | 07/04/1941   | 21/06/1941 | 66             |
| D025   | The Great Grando (El gran Grando)                                                                 | 23/06/1941   | 08/11/1941 | 120            |
| D026   | Lothar the Champ (Lothar el campió)                                                               | 10/11/1941   | 11/07/1942 | 210            |
| D027   | The Rumor Factory (La fàbrica del rumor)                                                          | 13/07/1942   | 12/09/1942 | 54             |
| D028   | Baron Kord (Baró Kord)                                                                            | 14/09/1942   | 10/04/1943 | 180            |
| D029   | The Witch of Kaloon (La bruixa de Kaloon)                                                         | 12/04/1943   | 23/10/1943 | 168            |
| D030   | The Earthshaker                                                                                   | 25/10/1943   | 29/01/1944 | 84             |
| D031   | The Dome (La cúpula)                                                                              | 31/01/1944   | 24/06/1944 | 126            |
| D032   | Doctor Congo                                                                                      | 26/06/1944   | 07/10/1944 | 90             |
| D033   | The Mirror People (La gent mirall)                                                                | 09/10/1944   | 16/12/1944 | 60             |
| D034   | The Ice Lady (La dama de gel)                                                                     | 18/12/1944   | 31/03/1945 | 90             |
| D035   | The Old Ones (Els vells)                                                                          | 02/04/1945   | 30/06/1945 | 78             |
| D036   | The Mysterious Prince (El príncep misteriós)                                                      | 02/07/1945   | 13/10/1945 | 90             |
| D037   | The Sleeping Beauty (La bella durment)                                                            | 15/10/1945   | 12/01/1946 | 78             |
| D038   | Pleasant Valley (La vall agradable)                                                               | 14/01/1946   | 23/03/1946 | 60             |
| D039   | Medusa                                                                                            | 25/03/1946   | 01/06/1946 | 60             |
| D040   | The Jinx (La maldició)                                                                            | 03/06/1946   | 03/08/1946 | 54             |
| D041   | Felina                                                                                            | 05/08/1946   | 14/12/1946 | 114            |
| D042   | The Brass Monkey (El mico de llautó)                                                              | 16/12/1946   | 22/03/1947 | 84             |
| D043   | HRH Cuddles                                                                                       | 24/03/1947   | 02/08/1947 | 114            |
| D044   | Wolf Valley (La vall llop)                                                                        | 04/08/1947   | 01/11/1947 | 78             |
| D045   | Sky Acres (Acres del cel)                                                                         | 03/11/1947   | 03/01/1948 | 54             |
| D046   | The Ghost Plane (L'avió fantasma)                                                                 | 05/01/1948   | 20/03/1948 | 66             |
| D047   | Cinderella of the Sea (Ventafocs de la mar)                                                       | 22/03/1948   | 17/07/1948 | 102            |
| D048   | Queen Ebony (Reina Ebony)                                                                         | 19/07/1948   | 02/10/1948 | 66             |
| D049   | The Big Tyme                                                                                      | 04/10/1948   | 25/12/1948 | 72             |
| D050   | Derek                                                                                             | 27/12/1948   | 23/04/1949 | 102            |
| D051   | The Amazing Ray (El raig sorprenent)                                                              | 25/04/1949   | 30/07/1949 | 84             |
| D052   | Lady Ermine                                                                                       | 01/08/1949   | 01/10/1949 | 54             |
| D053   | Mystery Taxi (Taxi misteriós)                                                                     | 03/10/1949   | 26/11/1949 | 48             |
| D054   | Mystery at the Bar T Ranch (Misteri al bar T Ranch)                                               | 28/11/1949   | 11/02/1950 | 66             |
| D055   | Deadman's Gulch (Trencament de mort)                                                              | 13/02/1950   | 11/03/1950 | 24             |
| D056   | The Beauty Collector (El col·leccionista de bellesa)                                              | 13/03/1950   | 27/05/1950 | 66             |
| D057   | The Dark One (El fosc)                                                                            | 29/05/1950   | 19/08/1950 | 72             |
| D058   | The Mystery of Uncle Ed (El misteri de Oncle Ed)                                                  | 21/08/1950   | 14/10/1950 | 48             |
| D059   | The Haunted Farm (La granja encantada)                                                            | 16/10/1950   | 02/12/1950 | 42             |
| D060   | Swami                                                                                             | 04/12/1950   | 17/03/1951 | 90             |
| D061   | Lenore                                                                                            | 19/03/1951   | 09/06/1951 | 72             |
| D062   | Mandrake's Birthday (L'aniversari de Mandrake)                                                    | 11/06/1951   | 14/07/1951 | 30             |
| D063   | The Face Mystery (El misteri de la cara)                                                          | 16/07/1951   | 15/09/1951 | 54             |
| D064   | The Conquerors (Els conqueridors)                                                                 | 17/09/1951   | 17/11/1951 | 54             |
| D065   | The Million Dollar Loaf (El pa del milió de dòlars)                                               | 19/11/1951   | 19/01/1952 | 54             |
| D066   | The Mysterious Phone Booth (La cabina telefònica misteriosa)                                      | 21/01/1952   | 01/03/1952 | 36             |
| D067   | Silly Stuff Department (Departament de coses estúpides)                                           | 03/03/1952   | 12/04/1952 | 36             |
| D068   | Cleopatra's Treasure (El tresor de Cleòpatra)                                                     | 14/04/1952   | 26/07/1952 | 90             |
| D069   | Out of Nowhere (Inesperadament)                                                                   | 28/07/1952   | 04/10/1952 | 60             |
| D070   | The Impostor (L'impostor)                                                                         | 06/10/1952   | 27/12/1952 | 72             |
| D071   | The Jungle Witch (La bruixa de la jungla)                                                         | 29/12/1952   | 18/04/1953 | 96             |
| D072   | The Vanishing Rocket (El cohet que desapareix)                                                    | 20/04/1953   | 20/06/1953 | 54             |
| D073   | The Mysterious Mr Beam (El misteriós Mr. Beam)                                                    | 22/06/1953   | 26/09/1953 | 84             |
| D074   | The Monsters (Els monstres)                                                                       | 28/09/1953   | 12/12/1953 | 66             |
| D075   | The Haunted Slope (La vessant encantada)                                                          | 14/12/1953   | 06/02/1954 | 48             |
| D076   | The Royal Suitor (El pretendent reial)                                                            | 08/02/1954   | 29/05/1954 | 96             |
| D077   | The Deep Sea Mystery (El misteri del mar profund)                                                 | 31/05/1954   | 28/08/1954 | 78             |
| D078   | The Museum Theft (El robatori del museu)                                                          | 30/08/1954   | 09/10/1954 | 36             |
| D079   | The Enchantress (L'encantadora)                                                                   | 11/10/1954   | 01/01/1955 | 72             |
| D080   | The Tourist (El turista)                                                                          | 03/01/1955   | 02/04/1955 | 78             |
| D081   | The Inventor (L'inventor)                                                                         | 04/04/1955   | 21/05/1955 | 42             |
| D082   | Return of the Clay Camel (El retorn de Camell d'argila)                                           | 23/05/1955   | 16/07/1955 | 48             |
| D083   | U-Hunt (Caça-U)                                                                                   | 18/07/1955   | 03/09/1955 | 42             |
| D084   | The Experiment (L'experiment)                                                                     | 05/09/1955   | 12/11/1955 | 60             |
| D085   | Michael                                                                                           | 14/11/1955   | 21/01/1956 | 60             |
| D086   | The New Neighbors (Els nous veïns)                                                                | 23/01/1956   | 21/04/1956 | 78             |
| D087   | The Decoy (L'esquer)                                                                              | 23/04/1956   | 30/06/1956 | 60             |
| D088   | The Little Fog (La petita boira)                                                                  | 02/07/1956   | 20/10/1956 | 96             |
| D089   | Tub's Gang (La banda del Tub)                                                                     | 22/10/1956   | 22/12/1956 | 54             |
| D090   | The Chess Kings (Els reis d'escacs)                                                               | 24/12/1956   | 02/03/1957 | 60             |
| D091   | The Western (L'oest)                                                                              | 04/03/1957   | 18/05/1957 | 66             |
| D092   | The Penthouse Mystery (El misteri de l'àtic)                                                      | 20/05/1957   | 27/07/1957 | 60             |
| D093   | Lothar's Day (El dia de Lothar)                                                                   | 29/07/1957   | 31/08/1957 | 30             |
| D094   | Jami                                                                                              | 02/09/1957   | 21/12/1957 | 96             |
| D095   | The New-Type Radio (El nou tipus de ràdio)                                                        | 23/12/1957   | 01/03/1958 | 60             |
| D096   | Employment Agency (Agència de treball)                                                            | 03/03/1958   | 24/05/1958 | 72             |
| D097   | Narda's Adventure (L'aventura de Narda)                                                           | 26/05/1958   | 26/07/1958 | 54             |
| D098   | Tale of Detru (Història de Detru)                                                                 | 28/07/1958   | 20/09/1958 | 48             |
| D099   | The Invisible Bandit (El bandit invisible)                                                        | 22/09/1958   | 06/12/1958 | 66             |
| D100   | The Dollmaker (El fabricant de nines)                                                             | 08/12/1958   | 14/03/1959 | 84             |
| D101   | Queen of the Cats (Reina dels gats)                                                               | 16/03/1959   | 16/05/1959 | 54             |
| D102   | The Strange Fisherman (L'estrany pescador)                                                        | 18/05/1959   | 01/08/1959 | 66             |
| D103   | The Spaceman Mystery (L'astronauta misteriós)                                                     | 03/08/1959   | 10/10/1959 | 60             |
| D104   | Shirlana                                                                                          | 12/10/1959   | 26/12/1959 | 66             |
| D105   | Secret of the Sargasso (Secret del Sargasso)                                                      | 28/12/1959   | 19/03/1960 | 72             |
| D106   | Spooks (Espantats)                                                                                | 21/03/1960   | 11/06/1960 | 72             |
| D107   | The Thief (The Time Traveller) (El lladre (El viatger del temps))                                 | 13/06/1960   | 03/09/1960 | 72             |
| D108   | The Ambassador (L'ambaixador)                                                                     | 05/09/1960   | 24/12/1960 | 96             |
| D109   | The Rockaby Thief (El lladre Rockaby)                                                             | 26/12/1960   | 04/03/1961 | 60             |
| D110   | Mystery of the Bikini Girl (Misteri de la noia del bikini)                                        | 06/03/1961   | 13/05/1961 | 60             |
| D111   | The Fishing Trip (El viatge de pesca)                                                             | 15/05/1961   | 29/07/1961 | 66             |
| D112   | The Photo Mystery (La fotografia misteriosa)                                                      | 31/07/1961   | 23/09/1961 | 48             |
| D113   | Goliath (Goliat)                                                                                  | 25/09/1961   | 27/01/1962 | 108            |
| D114   | The Peddler (The Counterfeit Gang) (El venedor ambulant (La colla falsificada))                   | 29/01/1962   | 31/03/1962 | 54             |
| D115   | The City Jungle (La jungla ciutat)                                                                | 02/04/1962   | 09/06/1962 | 60             |
| D116   | Narda's TV Show (El programa de TV de Narda)                                                      | 11/06/1962   | 11/08/1962 | 54             |
| D117   | The Gamblers (Els jugadors)                                                                       | 13/08/1962   | 13/10/1962 | 54             |
| D118   | The First Visitors (Els primers visitants)                                                        | 15/10/1962   | 24/11/1962 | 36             |
| D119   | The Aftermath (Les conseqüències)                                                                 | 26/11/1962   | 09/03/1963 | 90             |
| D120   | Smuggler's Luck (La sort de Smuggler)                                                             | 11/03/1963   | 04/05/1963 | 48             |
| D121   | The Giant Toothache (El mal de queixal gegant)                                                    | 06/05/1963   | 03/08/1963 | 78             |
| D122   | Master of Magic (Mestre de màgia)                                                                 | 05/08/1963   | 07/12/1963 | 108            |
| D123   | The Disturber (El Perturbador)                                                                    | 09/12/1963   | 22/02/1964 | 66             |
| D124   | The Butterfly Man (L'home papallona)                                                              | 24/02/1964   | 13/06/1964 | 96             |
| D125   | The Chief (El cap)                                                                                | 15/06/1964   | 22/08/1964 | 60             |
| D126   | Return of the Mirror People (Retorn de la gent mirall)                                            | 24/08/1964   | 02/01/1965 | 114            |
| D127   | The Team (L'equip)                                                                                | 04/01/1965   | 01/05/1965 | 102            |
| D128   | The Odd Fellow (El company estrany)                                                               | 03/05/1965   | 14/08/1965 | 90             |
| D129   | The Sign of 8 (El senyal de 8)                                                                    | 16/08/1965   | 05/02/1966 | 150            |
| D130   | The Witches (Les bruixes)                                                                         | 07/02/1966   | 28/05/1966 | 96             |
| D131   | The UFO (L'OVNI)                                                                                  | 30/05/1966   | 17/09/1966 | 96             |
| D132   | The Trail of 8 (El rastre de 8)                                                                   | 19/09/1966   | 14/01/1967 | 102            |
| D133   | The Return of Evil (El retorn del mal)                                                            | 16/01/1967   | 03/06/1967 | 120            |
| D134   | The Secret Weapon Caper (L'aventura arma secreta)                                                 | 05/06/1967   | 23/09/1967 | 96             |
| D135   | The Mysterious Bureau (L'agència misteriosa)                                                      | 25/09/1967   | 13/01/1968 | 96             |
| D136   | Dr Dell and 8 (Dr. Dell i 8)                                                                      | 15/01/1968   | 11/05/1968 | 102            |
| D137   | The Gold Crisis (La crisi de l'or)                                                                | 13/05/1968   | 24/08/1968 | 90             |
| D138   | The Evil Ones (Els malvats)                                                                       | 26/08/1968   | 07/12/1968 | 90             |
| D139   | Battle of Xanadu (Batalla de Xanadu)                                                              | 09/12/1968   | 22/03/1969 | 90             |
| D140   | The Connoisseur (El coneixedor)                                                                   | 24/03/1969   | 12/07/1969 | 96             |
| D141   | The Bribe (8) (El suborn (8))                                                                     | 14/07/1969   | 15/11/1969 | 108            |
| D142   | The Cobra Strikes (The College of Magic) (La cobra golpeja (la universitat de la màgia)           | 17/11/1969   | 07/03/1970 | 96             |
| D143   | Karma's Adventure (Aventura de Karma)                                                             | 09/03/1970   | 25/07/1970 | 120            |
| D144   | Hojo's Tale (Història de Hojo)                                                                    | 27/07/1970   | 31/10/1970 | 84             |
| D145   | The Clay Camel (plus Women's Lib!) (El camell d'argila (més Women's Lib!)                         | 02/11/1970   | 06/03/1971 | 108            |
| D146   | Narda and The Cats (Narda i els gats)                                                             | 08/03/1971   | 29/05/1971 | 72             |
| D147   | Kolosso                                                                                           | 31/05/1971   | 11/09/1971 | 90             |
| D148   | Magic Man (Home màgic)                                                                            | 13/09/1971   | 18/12/1971 | 84             |
| D149   | The Rogues (Els canalles)                                                                         | 20/12/1971   | 01/04/1972 | 90             |
| D150   | The Mission (La missió)                                                                           | 03/04/1972   | 01/07/1972 | 78             |
| D151   | Trail of The Pusher (Rastre del Pusher)                                                           | 03/07/1972   | 21/10/1972 | 96             |
| D152   | Dr. Xoz - "Prof. of Smells" (Dr. Xoc - Professor d'olors)                                         | 23/10/1972   | 13/01/1973 | 72             |
| D153   | The Ratmen of Rodencia (Els homes rata de Rodencia)                                               | 15/01/1973   | 05/05/1973 | 96             |
| D154   | The Incredible Thief (El lladre increïble)                                                        | 07/05/1973   | 08/09/1973 | 108            |
| D155   | Tale of Aleena (Història d'Aleena)                                                                | 10/09/1973   | 19/01/1974 | 114            |
| D156   | Super-Elec                                                                                        | 21/01/1974   | 30/03/1974 | 60             |
| D157   | The Bug Man (L'home bestiola)                                                                     | 01/04/1974   | 03/08/1974 | 108            |
| D158   | The Cobra and the Cube (La Cobra i el Cub)                                                        | 05/08/1974   | 02/11/1974 | 78             |
| D159   | The Search for The Cobra (La búsqueda del Cobra)                                                  | 04/11/1974   | 18/01/1975 | 66             |
| D160   | The Thieves (Els lladres)                                                                         | 20/01/1975   | 16/08/1975 | 180            |
| D161   | Super Shark (Home tauró)                                                                          | 18/08/1975   | 15/11/1975 | 78             |
| D162   | The Frame-Up (La incriminació)                                                                    | 17/11/1975   | 14/02/1976 | 78             |
| D163   | The Evil Twin (El bessó malvat)                                                                   | 16/02/1976   | 19/06/1976 | 108            |
| D164   | Narda and The Sheik (Narda i el xeic)                                                             | 21/06/1976   | 18/09/1976 | 78             |
| D165   | The Mysterious Chief (El misteriós cap)                                                           | 20/09/1976   | 11/12/1976 | 72             |
| D166   | The Pacific Circle (El cercle pacífic)                                                            | 13/12/1976   | 23/04/1977 | 114            |
| D167   | Mirage in Space (Miratge a l'espai)                                                               | 25/04/1977   | 30/07/1977 | 84             |
| D168   | Eight (Vuit)                                                                                      | 01/08/1977   | 10/12/1977 | 114            |
| D169   | The Cooler (La nevera)                                                                            | 12/12/1977   | 08/07/1978 | 180            |
| D170   | Mu                                                                                                | 10/07/1978   | 16/12/1978 | 138            |
| D171   | The Demon Dance (La dança dimoni)                                                                 | 18/12/1978   | 27/01/1979 | 36             |
| D172   | Mandrake's Gangster Gallery (La galeria gangster de Mandrake)                                     | 29/01/1979   | 19/01/1980 | 306            |
| D173   | Derek                                                                                             | 21/01/1980   | 26/04/1980 | 84             |
| D174   | Aleena the Enchantress (Aleena l'encantadora)                                                     | 28/04/1980   | 13/12/1980 | 198            |
| D175   | Hojo and 8 (Hojo i 8)                                                                             | 15/12/1980   | 14/03/1981 | 78             |
| D176   | Mandrake's Family (la família de Mandrake) (en paral·lel amb D177)                                | 16/03/1981   | 05/12/1981 | 228            |
| D177   | The Short Cut (La drecera) (en paral·lel amb D176)                                                | 30/11/1981   | 13/03/1982 | 90             |
| D178   | Haunted Road (El camí embruixat)                                                                  | 15/03/1982   | 05/06/1982 | 72             |
| D179   | The Crater World (El món cràter)                                                                  | 07/06/1982   | 16/10/1982 | 114            |
| D180   | The Evil Spirit of the East Wind (L'esperit malvat del vest de l'est)                             | 18/10/1982   | 19/03/1983 | 132            |
| D181   | Badtown (Mala ciutat)                                                                             | 21/03/1983   | 18/06/1983 | 78             |
| D182   | The Gangster Ship (La nau gàngster)                                                               | 20/06/1983   | 13/08/1983 | 48             |
| D183   | The Cruise Ship Mystery (El misteri del creuer)                                                   | 15/08/1983   | 12/11/1983 | 78             |
| D184   | Little Man (Home petit)                                                                           | 14/11/1983   | 03/03/1984 | 96             |
| D185   | The Cloud (El núvol)                                                                              | 05/03/1984   | 12/05/1984 | 60             |
| D186   | The Frightful School Day (El dia d'escola espantós)                                               | 14/05/1984   | 18/08/1984 | 84             |
| D187   | Behind Death's Door (Darrera la porta de la mort)                                                 | 20/08/1984   | 02/02/1985 | 144            |
| D188   | The Supercomputer (El superordinador)                                                             | 04/02/1985   | 11/05/1985 | 84             |
| D189   | Island of the Mad Count (La illa del comte boig)                                                  | 13/05/1985   | 21/09/1985 | 114            |
| D190   | The Hijacking (El segrest)                                                                        | 23/09/1985   | 14/12/1985 | 72             |
| D191   | Lothar's Afternoon (La tarda de Lothar)                                                           | 16/12/1985   | 22/02/1986 | 60             |
| D192   | The Murder Contract (El contracte d'assassinat)                                                   | 24/02/1986   | 31/05/1986 | 84             |
| D193   | The Case of the Headless Man (El cas de l'home sense cap)                                         | 02/06/1986   | 27/09/1986 | 102            |
| D194   | Aleena and the Smugglers (Aleena i els contrabandistes)                                           | 29/09/1986   | 24/01/1987 | 102            |
| D195   | Return of the Tinies (El retorn dels Tinies)                                                      | 26/01/1987   | 11/04/1987 | 66             |
| D196   | Deadman's Key (La calu de l'home mort)                                                            | 13/04/1987   | 05/09/1987 | 126            |
| D197   | The Executioner from 8 (L'executor dels 8)                                                        | 07/09/1987   | 09/01/1988 | 108            |
| D198   | The Clairvoyants (Els clarividents)                                                               | 11/01/1988   | 11/06/1988 | 132            |
| D199   | The Woods (Els boscos)                                                                            | 13/06/1988   | 01/10/1988 | 96             |
| D200   | Wall Walker (Caminant)                                                                            | 03/10/1988   | 10/12/1988 | 60             |
| D201   | Madam Sir-See                                                                                     | 12/12/1988   | 22/04/1989 | 114            |
| D202   | Matter Mover (Una qüestió més àmplia)                                                             | 24/04/1989   | 08/07/1989 | 66             |
| D203   | The Gift from 8 (El regal dels 8)                                                                 | 10/07/1989   | 21/10/1989 | 90             |
| D204   | King Kered (Rei Kered)                                                                            | 23/10/1989   | 17/03/1990 | 126            |
| D205   | Voodoo (Vudú)                                                                                     | 19/03/1990   | 07/07/1990 | 96             |
| D206   | The Other Side of Nowhere (L'altre costat d'enlloc)                                               | 09/07/1990   | 17/11/1990 | 114            |
| D207   | Return of the Clay Camel...and Others (El retorn del camell d'argila... i altres)                 | 19/11/1990   | 13/04/1991 | 126            |
| D208   | The Terrorists (Els terroristes)                                                                  | 15/04/1991   | 20/07/1991 | 84             |
| D209   | Dr. Loqo's Secret Formula (La fórmula secreta del Dr. Logo)                                       | 22/07/1991   | 16/11/1991 | 102            |
| D210   | The Mirror Mystery (El misteri del mirall)                                                        | 18/11/1991   | 18/04/1992 | 132            |
| D211   | The Book of Criminals (El llibre dels criminals)                                                  | 20/04/1992   | 05/12/1992 | 198            |
| D212   | Narda's Dream (El somni de Narda)                                                                 | 07/12/1992   | 27/02/1993 | 72             |
| D213   | The Doppelganger (El doppelganger)                                                                | 01/03/1993   | 17/07/1993 | 120            |
| D214   | The Ears of the Earth (Les orelles de la Terra)                                                   | 19/07/1993   | 27/11/1993 | 114            |
| D215   | Mandrake's Sunday Walk (El passeig del diumenge de Mandrake)                                      | 29/11/1993   | 19/03/1994 | 96             |
| D216   | The Diamond Trader (El tractant de diamants)                                                      | 21/03/1994   | 20/08/1994 | 132            |
| D217   | The Secret Place (El lloc secret)                                                                 | 22/08/1994   | 07/01/1995 | 120            |
| D218   | The Monster Thief (El lladre monstre)                                                             | 09/01/1995   | 25/03/1995 | 66             |
| D219   | General Buffo - Druglord (General Buffo - Senyor de la droga)                                     | 27/03/1995   | 28/10/1995 | 186            |
| D220   | Pursuit of the Cobra (Persecució del Cobra)                                                       | 30/10/1995   | 10/02/1996 | 90             |
| D221   | The S. S. Div. (La divisió S. S.)                                                                 | 12/02/1996   | 25/05/1996 | 90             |
| D222   | Clay Camel and the Ganglords (El camell d'argila i els senyors de les bandes)                     | 27/05/1996   | 27/07/1996 | 54             |
| D223   | Alibi Algie                                                                                       | 29/07/1996   | 28/09/1996 | 54             |
| D224   | Scary Aliens (Aliens espantosos)                                                                  | 30/09/1996   | 25/01/1997 | 102            |
| D225   | Mandrake's Wedding at Cockaigne (El casament de Mandrake a Cockaigne)                             | 27/01/1997   | 02/08/1997 | 162            |
| D226   | Mandrake's Wedding at the College of Magic (El casament de Mandrake a la Universitat de la Màgia) | 04/08/1997   | 24/01/1998 | 150            |
| D227   | Big Jake & Co. (Gran Jake i companyia)                                                            | 26/01/1998   | 04/04/1998 | 60             |
| D228   | Mandrake's Wedding at Xanadu (El casament de Mandrake a Xanadu)                                   | 06/04/1998   | 12/09/1998 | 138            |
| D229   | Aliens                                                                                            | 14/09/1998   | 12/12/1998 | 78             |
| D230   | The Fisherman (L'home peix)                                                                       | 14/12/1998   | 13/02/1999 | 54             |
| D231   | The Secret Mission (La missió secreta)                                                            | 15/02/1999   | 03/07/1999 | 120            |
| D232   | Siege at Xanadu (Assetjament a Xanadu)                                                            | 05/07/1999   | 09/10/1999 | 84             |
| D233   | The Haunted Ballroom (La sala de ball embruixada)                                                 | 11/10/1999   | 29/01/2000 | 96             |
| D234   | The Lost Chord (L'acord perdut)                                                                   | 31/01/2000   | 15/04/2000 | 66             |
| D235   | Return of the Clay Camel (Retorn del camell d'argila)                                             | 17/04/2000   | 19/08/2000 | 108            |
| D236   | Kingdom of The Old (Regne del Vell)                                                               | 21/08/2000   | 09/12/2000 | 96             |
| D237   | Perilous Crossover (Crossover perillós)                                                           | 11/12/2000   | 31/03/2001 | 96             |
| D238   | The Missing Aviatrix (L'aviàtrix perduda)                                                         | 02/04/2001   | 04/08/2001 | 108            |
| D239   | Countdown to Oblivion (Compte enrerea a l'oblit)                                                  | 06/08/2001   | 10/11/2001 | 84             |
| D240   | Tollbooth of Terror (Cabina de peatge del terror)                                                 | 12/11/2001   | 02/02/2002 | 72             |
| D241   | Prisoner in Cell 13 (Presoner a la cel·la 13)                                                     | 04/02/2002   | 11/05/2002 | 84             |
| D242   | The Fear Machine (La màquina de por)                                                              | 13/05/2002   | 24/08/2002 | 90             |
| D243   | Mountain of Mystery (Montanya de misteri)                                                         | 26/08/2002   | 04/01/2003 | 114            |
| D244   | The Walking Man (El caminant)                                                                     | 06/01/2003   | 31/05/2003 | 126            |
| D245   | Lights! Camera! Danger! (Llum! Càmera! Perill!)                                                   | 02/06/2003   | 11/10/2003 | 114            |
| D246   | The Little House That Wasn't There (La petita casa que no estava allà)                            | 13/10/2003   | 21/02/2004 | 114            |
| D247   | Footsteps from the Past (Petjades del passat)                                                     | 23/02/2004   | 14/08/2004 | 150            |
| D248   | Space Glitch                                                                                      | 16/08/2004   | 22/01/2005 | 138            |
| D249   | Blizzard of Crime (Nevasca de crim)                                                               | 24/01/2005   | 18/06/2005 | 126            |
| D250   | Treachery ... at the Top of the World (Traïció... al cim del món)                                 | 20/06/2005   | 07/01/2006 | 174            |
| D251   | Still Lovely, Still Deadly (Encara preciós, encara mortal)                                        | 09/01/2006   | 07/10/2006 | 234            |
| D252   | The Hitman from Another Planet (El sicari d'un altre planeta)                                     | 09/10/2006   | 03/03/2007 | 126            |
| D253   | Dangerous Music (Música perillosa)                                                                | 05/03/2007   | 18/08/2007 | 144            |
| D254   | Meet Captain Smash (Coneix el Capità Smash)                                                       | 20/08/2007   | 05/01/2008 | 120            |
| D255   | The Unknown Island (La illa desconeguda)                                                          | 07/01/2008   | 14/06/2008 | 138            |
| D256   | Beware, The Bookworm (Compte, el ratolí de biblioteca)                                            | 16/06/2008   | 13/12/2008 | 156            |
| D257   | One Wizard Too Many (Un mag massa)                                                                | 15/12/2008   | 01/08/2009 | 198            |
| D258   | Idol with no Name (Ídol sense nom)                                                                | 03/08/2009   | 06/03/2010 | 186            |
| D259   | The Return of Doctor Hi-5 (El retorn del Doctor Hi-5)                                             | 08/03/2010   | 28/08/2010 | 150            |
| D260   | When Vampires Strike (Quan els vampires colpegen)                                                 | 30/08/2010   | 26/02/2011 | 156            |
| D261   | Guest in the House (Convidat a la casa)                                                           | 28/02/2011   | 03/09/2011 | 162            |
| D262   | Ghost Town Blues (Blues de la ciutat fantasma)                                                    | 05/09/2011   | 14/01/2012 | 114            |
| D263   | Melody of Doom (Melodia de mort)                                                                  | 16/01/2012   | 16/06/2012 | 132            |
| D264   | The Challenge (El repte)                                                                          | 18/06/2012   | 15/12/2012 | 156            |
| D265   | Warlock at Large (Bruixot en general)                                                             | 17/12/2012   | 25/05/2013 | 138            |
| D266   | Vanguard of Shadows (Avanguarda d'ombres)                                                         | 27/05/2013   | 06/07/2013 | 36             |

### Històries dominicals
Es van publicar 3.544 tires dominicals, que es numeren internacionalment amb la S (per sunday, diumenge en anglès) i un número correlatiu:
| Número | Títol original (traducció)                                                                                               | Data d'inici | Data final | tires en total |
| ------ | --- | ------------ | ---------- | -------------- |
| S001   | The Hidden Kingdom of Murderers (El regne amagat dels assassins)                                                         | 03/02/1935   | 26/05/1935 | 17             |
| S002   | Land of the Fakirs (La terra dels fakirs)                                                                                | 02/06/1935   | 06/10/1935 | 19             |
| S003   | Land of the Little People (La terra de la gent petita)                                                                   | 13/10/1935   | 01/03/1936 | 21             |
| S004   | The Circus People (La gent del circ)                                                                                     | 08/03/1936   | 23/08/1936 | 25             |
| S005   | Chamber into the X Dimension (Cambra dins la dimensió X)                                                                 | 30/08/1936   | 07/03/1937 | 28             |
| S006   | Prince Paulo the Tyrant (Princep Paulo el Tirà)                                                                          | 14/03/1937   | 29/08/1937 | 25             |
| S007   | The Treasure Hunt (La cacera del tresor)                                                                                 | 05/09/1937   | 20/03/1938 | 29             |
| S008   | The Lunar Trip (El viatge lunar)                                                                                         | 27/03/1938   | 18/09/1938 | 26             |
| S009   | Mandrake and Lothar at the Carnival (Mandrake i Lothar al Carnaval)                                                      | 25/09/1938   | 23/10/1938 | 5              |
| S010   | The Haunted Range (La serralada embruixada)                                                                              | 30/10/1938   | 25/12/1938 | 9              |
| -      | (pàgines de farciment)                                                                                                   | 01/01/1939   | 29/01/1939 | 5              |
| S011   | City of Gold (Ciutat d'or)                                                                                               | 05/02/1939   | 06/08/1939 | 27             |
| -      | (pàgines de farciment)                                                                                                   | 13/08/1939   | 10/09/1939 | 5              |
| S012   | The Ghost Bear of Glass Mountain (L'os fantasma de la muntanya de vidre)                                                 | 17/09/1939   | 24/12/1939 | 15             |
| -      | (pàgines de farciment)                                                                                                   | 31/12/1939   | 28/01/1940 | 5              |
| S013   | The Theatre Mysteries (Els misteris del teatre)                                                                          | 04/02/1940   | 14/04/1940 | 11             |
| S014   | The Flame Pearls Pt.1: Attempted Assassination (Les perles en flames part 1: Intent d'assassinat)                        | 21/04/1940   | 26/05/1940 | 6              |
| S015   | The Flame Pearls Pt.2: Magnetic Island (Les perles en flames part 2: illa magnètica)                                     | 02/06/1940   | 11/08/1940 | 11             |
| S016   | The Flame Pearls Pt.3: The Three Cows (Les perles en flames part 3: les tres vaques)                                     | 18/08/1940   | 22/09/1940 | 6              |
| -      | (pàgines de farciment)                                                                                                   | 29/09/1940   | 06/10/1940 | 2              |
| S017   | The Flame Pearls Pt.4: The Amazons (Les perles en flames part 4: les amazones)                                           | 13/10/1940   | 22/12/1940 | 11             |
| S018   | The Flame Pearls Pt.5: The Ghost Ship (Les perles en flames part 5: la nau fantasma)                                     | 29/12/1940   | 20/04/1941 | 17             |
| S019   | The Flame Pearls Pt.6: The Witch of Tago (Les perles en flames part 6: la bruixa de Tago)                                | 27/04/1941   | 22/06/1941 | 9              |
| S020   | The Flame Pearls Pt.7: Land of the Giants (Les perles en flames part 7: terra de gegants)                                | 29/06/1941   | 02/11/1941 | 19             |
| S021   | The Flame Pearls Pt.8: The Hungry Isles (Les perles en flames part 8: les illes afamades)                                | 09/11/1941   | 12/04/1942 | 23             |
| S022   | Pacifica | 19/04/1942   | 01/11/1942 | 29             |
| S023   | The Mystery of the Girls with Red Hair (El misteri de les nois amb cabell vermell)                                       | 08/11/1942   | 28/02/1943 | 17             |
| S024   | Cloud City (Ciutat núvol)                                                                                                | 07/03/1943   | 07/11/1943 | 36             |
| S025   | Gloria Golden (Gloria Daurada)                                                                                           | 14/11/1943   | 23/01/1944 | 11             |
| S026   | The Garden of Wuzzu (El jardí de Wuzzu)                                                                                  | 30/01/1944   | 21/05/1944 | 17             |
| S027   | The Circus Adventure (L'aventura del circ)                                                                               | 28/05/1944   | 27/08/1944 | 14             |
| S028   | The Santa Claus Pirates (Els pirates Santa Claus)                                                                        | 03/09/1944   | 03/12/1944 | 14             |
| S029   | The Fountain of Youth (La font de la joventut)                                                                           | 10/12/1944   | 18/03/1945 | 15             |
| S030   | King of the Wind (Rei del vent)                                                                                          | 25/03/1945   | 17/06/1945 | 13             |
| S031   | The Atalan Deep (La profunda Atalan)                                                                                     | 24/06/1945   | 04/11/1945 | 20             |
| S032   | The Twins of Karana (Els bessons de Karana)                                                                              | 11/11/1945   | 03/03/1946 | 17             |
| S033   | The Singing Devils (Els diables cantants)                                                                                | 10/03/1946   | 30/06/1946 | 17             |
| S034   | Roc Island (Illa roc) | 07/07/1946   | 03/11/1946 | 18             |
| S035   | Kingdom of Marvel (Regne de meravella)                                                                                   | 10/11/1946   | 07/09/1947 | 44             |
| S036   | The Blue Bandit (El bandit blau)                                                                                         | 14/09/1947   | 01/02/1948 | 21             |
| S037   | The Prince Who Never Smiled (El príncep que mai somreia)                                                                 | 08/02/1948   | 04/04/1948 | 9              |
| S038   | City of Jewels Pt.1: The Polar Bear Pirates (Ciutat de joies part 1: els pirates ossos polars)                           | 11/04/1948   | 20/06/1948 | 11             |
| S039   | City of Jewels Pt.2: The Ice Demons (Ciutat de joies part 2: els dimonis de gel)                                         | 27/06/1948   | 05/09/1948 | 11             |
| S040   | City of Jewels Pt.3: Conclusion (Ciutat de joies part 3: Conclusió)                                                      | 12/09/1948   | 14/11/1948 | 10             |
| S041   | The Raft People (La gent de la bassa)                                                                                    | 21/11/1948   | 23/01/1949 | 10             |
| S042   | Fear Island (Illa de la por)                                                                                             | 30/01/1949   | 01/05/1949 | 14             |
| S043   | The Mystery of the Big Trees (El misteri dels arbres grans)                                                              | 08/05/1949   | 07/08/1949 | 14             |
| S044   | Jungle Adventure (Aventura a la jungla)                                                                                  | 14/08/1949   | 14/06/1950 | 43             |
| S045   | The Ghost Whale (La balena fantasma)                                                                                     | 11/06/1950   | 27/08/1950 | 12             |
| S046   | The Department Store Mystery (El misteri dels grans magatzems)                                                           | 03/09/1950   | 22/10/1950 | 8              |
| S047   | Curse of the Kavrun Emerald (El misteri de l'esmeralda Kavrun)                                                           | 29/10/1950   | 14/01/1951 | 12             |
| S048   | The Venus Flytrap (L'atrapamosques Venus)                                                                                | 21/01/1951   | 11/03/1951 | 8              |
| S049   | Mystery of the Vanishing Homes (El misteri dels homes que deseapareixen)                                                 | 18/03/1951   | 20/05/1951 | 10             |
| S050   | The Spaceship to Venus (La nau espacial a Venus)                                                                         | 27/05/1951   | 28/10/1951 | 23             |
| S051   | The Caribbean Mystery (El misteri del Carib)                                                                             | 04/11/1951   | 16/12/1951 | 7              |
| S052   | The Jungle Fullback (La jungla corredera)                                                                                | 23/12/1951   | 17/02/1952 | 9              |
| S053   | Taboo Land (Illa tabú)                                                                                                   | 24/02/1952   | 06/07/1952 | 20             |
| S054   | The Doorway to Z (El portal a Z)                                                                                         | 13/07/1952   | 16/11/1952 | 19             |
| S055   | The Hide-Out (L'amagatall)                                                                                               | 23/11/1952   | 18/01/1953 | 9              |
| S056   | The Visitors (Els visitants)                                                                                             | 25/01/1953   | 07/06/1953 | 20             |
| S057   | The Water Champs (Els camps d'aigua)                                                                                     | 14/06/1953   | 05/07/1953 | 4              |
| S058   | Mandrake's Magic House (La casa màgica de Mandrake)                                                                      | 12/07/1953   | 27/09/1953 | 12             |
| S059   | Mandrake Plays Cupid (Mandrake fa de Cupid)                                                                              | 04/10/1953   | 22/11/1953 | 8              |
| S060   | Rex (The Living Fossil) (Rex (El fòssil vivent))                                                                         | 29/11/1953   | 04/04/1954 | 19             |
| S061   | The Mountain that Walked (La muntanya que caminava)                                                                      | 11/04/1954   | 23/05/1954 | 7              |
| S062   | The Tomb (La tomba) | 30/05/1954   | 18/07/1954 | 8              |
| S063   | The Ocean Wind (El vent de l'oceà)                                                                                       | 25/07/1954   | 12/12/1954 | 21             |
| S064   | The Sleeping Forest (El bosc dorment)                                                                                    | 19/12/1954   | 13/03/1955 | 13             |
| S065   | Isle of the Giant (Illa del gegant)                                                                                      | 20/03/1955   | 22/05/1955 | 10             |
| S066   | Universal Love (Amor universal)                                                                                          | 29/05/1955   | 07/08/1955 | 11             |
| S067   | Magnetic Island (Illa magnètica)                                                                                         | 14/08/1955   | 20/11/1955 | 15             |
| S068   | The Castaway (El nàufreg)                                                                                                | 27/11/1955   | 12/02/1956 | 12             |
| S069   | City in the Deep (Ciutat a les profunditats)                                                                             | 19/02/1956   | 03/06/1956 | 16             |
| S070   | Witchmen's Peak (El pic dels bruixots)                                                                                   | 10/06/1956   | 11/11/1956 | 23             |
| S071   | The Miss Galaxy Beauty Contest (El concurs de bellesa de Miss Galàxia)                                                   | 18/11/1956   | 09/06/1957 | 30             |
| S072   | The Casino (El casino)                                                                                                   | 16/06/1957   | 04/08/1957 | 8              |
| S073   | The Place Called X (El lloc anomenat X)                                                                                  | 11/08/1957   | 29/12/1957 | 21             |
| S074   | The Invaders (Els invasors)                                                                                              | 05/01/1958   | 20/04/1958 | 16             |
| S075   | The Mesa (La meseta) | 27/04/1958   | 06/07/1958 | 11             |
| S076   | The Birthday Party (La festa d'aniversari)                                                                               | 13/07/1958   | 30/11/1958 | 21             |
| S077   | The Invisible Thief (El lladre invisible)                                                                                | 07/12/1958   | 15/03/1959 | 15             |
| S078   | The Watcher (El vigilant)                                                                                                | 22/03/1959   | 05/07/1959 | 16             |
| S079   | The Old West Revisited (El vell oest revisat)                                                                            | 12/07/1959   | 30/08/1959 | 8              |
| S080   | The Horse Thief (El lladre de cavalls)                                                                                   | 06/09/1959   | 15/11/1959 | 11             |
| S081   | The Abominable Snowman (L'abominable home de les neus)                                                                   | 22/11/1959   | 01/05/1960 | 24             |
| S082   | The Demon Photographer (El fotograf dimoni)                                                                              | 08/05/1960   | 24/07/1960 | 12             |
| S083   | The Radio Telescope (El radiotelescopi)                                                                                  | 31/07/1960   | 07/08/1960 | 2              |
| S084   | The Water Pirates (Els pirates de l'aigua)                                                                               | 14/08/1960   | 04/12/1960 | 17             |
| S085   | Sky Raid (Incursió al cel)                                                                                               | 11/12/1960   | 05/02/1961 | 9              |
| S086   | The Summit Conference (La conferència de la cimera)                                                                      | 12/02/1961   | 28/05/1961 | 16             |
| S087   | The Space Thing (La cosa espacial)                                                                                       | 04/06/1961   | 24/09/1961 | 17             |
| S088   | The Diversion (La diversió)                                                                                              | 01/10/1961   | 10/12/1961 | 11             |
| S089   | The Collector (El col·leccionista)                                                                                       | 17/12/1961   | 29/04/1962 | 20             |
| S090   | Task Test (Tasca test)                                                                                                   | 06/05/1962   | 09/09/1962 | 19             |
| S091   | The Trade Commission (The Blue Planet) (La comissió de comerç (El planeta blau))                                         | 16/09/1962   | 10/03/1963 | 26             |
| S092   | The Ghost Lover (L'amant fantasma)                                                                                       | 17/03/1963   | 01/09/1963 | 25             |
| S093   | The Double (El doble) | 08/09/1963   | 19/01/1964 | 20             |
| S094   | The Castaway (El nàufrag)                                                                                                | 26/01/1964   | 09/08/1964 | 29             |
| S095   | The Mole (La mole) | 16/08/1964   | 14/03/1965 | 31             |
| S096   | The Traveller's Tale (La història del viatger)                                                                           | 21/03/1965   | 22/08/1965 | 23             |
| S097   | The Cobra Returns (La cobra torna)                                                                                       | 29/08/1965   | 03/04/1966 | 32             |
| S098   | The Underworld Vs. Inter-Intel (L'inframón contra Inter-Intel)                                                           | 10/04/1966   | 07/08/1966 | 18             |
| S099   | The Astro Pirates (Els astropirates)                                                                                     | 14/08/1966   | 25/12/1966 | 20             |
| S100   | The Blackout Caper (L'aventura de l'apagada)                                                                             | 01/01/1967   | 23/04/1967 | 17             |
| S101   | The Meeting of Mandrake and Lothar (La trobada de Mandrake i Lothar)                                                     | 30/04/1967   | 24/09/1967 | 22             |
| S102   | The Game of Chance (El joc d'oportunitat)                                                                                | 01/10/1967   | 11/02/1968 | 20             |
| S103   | Invasion of the Baboos (Invasió dels Baboos)                                                                             | 18/02/1968   | 21/07/1968 | 23             |
| S104   | Second Chance (Segona oportunitat)                                                                                       | 28/07/1968   | 03/11/1968 | 15             |
| S105   | The All or Nothing Hunt (La cacera de tot o res)                                                                         | 10/11/1968   | 30/03/1969 | 21             |
| S106   | The Galactic Rumble (L'estrèpit galàctic)                                                                                | 06/04/1969   | 07/09/1969 | 23             |
| S107   | The Invaders (Els invasors)                                                                                              | 14/09/1969   | 11/01/1970 | 18             |
| S108   | The 3D Monster (El mosntre 3D)                                                                                           | 18/01/1970   | 19/04/1970 | 14             |
| S109   | The Solar Wind (El vent solar)                                                                                           | 26/04/1970   | 23/08/1970 | 18             |
| S110   | The Mystery (El misteri)                                                                                                 | 30/08/1970   | 03/01/1971 | 19             |
| S111   | The Mystery of Hojo (El misteri de Hojo)                                                                                 | 10/01/1971   | 21/02/1971 | 7              |
| S112   | The Shark (El tauró) | 28/02/1971   | 23/05/1971 | 13             |
| S113   | The College of Magic (La universitat de la màgia)                                                                        | 30/05/1971   | 29/08/1971 | 14             |
| S114   | The Space Pack (La colla espacial)                                                                                       | 05/09/1971   | 21/11/1971 | 12             |
| S115   | The Garden of the Inca (El jardí de l'inca)                                                                              | 28/11/1971   | 13/02/1972 | 12             |
| S116   | Emile, Emir of Emmo (Emile, Emir d'Emmo)                                                                                 | 20/02/1972   | 14/05/1972 | 13             |
| S117   | The Blue Thing (La cosa blava)                                                                                           | 21/05/1972   | 03/09/1972 | 16             |
| S118   | The Basilisk (El basilisc)                                                                                               | 10/09/1972   | 07/01/1973 | 18             |
| S119   | The Mystery of the Stone Face (El misteri de la cara de pedra)                                                           | 14/01/1973   | 15/04/1973 | 14             |
| S120   | Lothar's Walk in the Park (El passeig de Lothar al parc)                                                                 | 22/04/1973   | 10/06/1973 | 8              |
| S121   | The Mystery of Inter-Intel (El misteri de Inter-Intel)                                                                   | 17/06/1973   | 05/08/1973 | 8              |
| S122   | Fun with Mandrake (Diversió amb Mandrake)                                                                                | 12/08/1973   | 21/10/1973 | 11             |
| S123   | The Bank Robbery (El robatori del banc)                                                                                  | 28/10/1973   | 03/02/1974 | 15             |
| S124   | Return to X (Retorn a X)                                                                                                 | 10/02/1974   | 30/06/1974 | 21             |
| S125   | Galaxy War (Guerra galàctica)                                                                                            | 07/07/1974   | 01/06/1975 | 48             |
| S126   | The Roadhouse (La carretera)                                                                                             | 08/06/1975   | 13/07/1975 | 6              |
| S127   | Ghost Town (Ciutat Fantasma)                                                                                             | 20/07/1975   | 02/11/1975 | 16             |
| S128   | The Plane Hijackers (Els segrestadors d'avió)                                                                            | 09/11/1975   | 28/12/1975 | 8              |
| S129   | The Man from Europa (L'home d'Europa)                                                                                    | 04/01/1976   | 14/03/1976 | 11             |
| S130   | The Giant Head (El cap gegant)                                                                                           | 21/03/1976   | 13/06/1976 | 13             |
| S131   | Moxley University Robbers (Robadors de la Universitat de Moxley)                                                         | 20/06/1976   | 15/08/1976 | 9              |
| S132   | Prairie Man (Home de prat)                                                                                               | 22/08/1976   | 05/12/1976 | 16             |
| S133   | Mysterious Bigfoot (Misteriós Peu Grans)                                                                                 | 12/12/1976   | 03/04/1977 | 17             |
| S134   | Old Folks (Gent vella)                                                                                                   | 10/04/1977   | 17/07/1977 | 15             |
| S135   | The Three Brothers (Els tres germans)                                                                                    | 24/07/1977   | 16/10/1977 | 13             |
| S136   | Mr Ttazz | 23/10/1977   | 05/03/1978 | 20             |
| S137   | Narq's Conquest (Concurs de Narq)                                                                                        | 12/03/1978   | 24/09/1978 | 29             |
| S138   | Mandrake and Ali-Petro (Mandrake i Ali-Petro)                                                                            | 01/10/1978   | 04/02/1979 | 19             |
| S139   | The Mysterious Birds (Els ocells misteriosos)                                                                            | 11/02/1979   | 17/06/1979 | 19             |
| S140   | The Sky Pirates (Els pirates del cel)                                                                                    | 24/06/1979   | 26/08/1979 | 10             |
| S141   | Lothar's Workout (L'exercici de Lothar)                                                                                  | 02/09/1979   | 11/11/1979 | 11             |
| S142   | Super Giant (Super gegant)                                                                                               | 18/11/1979   | 17/02/1980 | 14             |
| S143   | Mandrake's Hate Club (Club d'Odi a Mandrake)                                                                             | 24/02/1980   | 06/07/1980 | 20             |
| S144   | The Cave Mystery (La cova del misteri)                                                                                   | 13/07/1980   | 02/11/1980 | 17             |
| S145   | The Rat Men (Els homes rata)                                                                                             | 09/11/1980   | 05/07/1981 | 35             |
| S146   | Mandrake's Masquerade - The Xanadu Story (La máscara de Mandrake - La història de Xanadu)                                | 12/07/1981   | 31/01/1982 | 30             |
| S147   | Centre Stage Terror (Centre escena terror)                                                                               | 07/02/1982   | 21/03/1982 | 7              |
| S148   | Prince Nasdaq (Príncep Nasdaq)                                                                                           | 28/03/1982   | 29/08/1982 | 23             |
| S149   | El Dorado | 05/09/1982   | 20/02/1983 | 25             |
| S150   | The Cloud Men (Els homes núvol)                                                                                          | 27/02/1983   | 04/09/1983 | 28             |
| S151   | The Evil Star (L'estrella diabòlica)                                                                                     | 11/09/1983   | 29/01/1984 | 21             |
| S152   | Dr Ffark's Cosmic Circus (El circ còsmic del Dr. Ffark)                                                                  | 05/02/1984   | 03/06/1984 | 18             |
| S153   | The Hitchhiker (L'autopista)                                                                                             | 10/06/1984   | 23/09/1984 | 16             |
| S154   | The Central Galaxy (La galàxia central)                                                                                  | 30/09/1984   | 08/06/1986 | 89             |
| S155   | The Lost City (La ciutat perduda)                                                                                        | 15/06/1986   | 16/11/1986 | 23             |
| S156   | The Kraken (El Kraken)                                                                                                   | 23/11/1986   | 12/07/1987 | 34             |
| S157   | The Floating Island (La illa flotant)                                                                                    | 19/07/1987   | 27/03/1988 | 37             |
| S158   | The Young Prince (El príncep jove)                                                                                       | 03/04/1988   | 12/06/1988 | 11             |
| S159   | Taboo Isle (Illa tabú)                                                                                                   | 19/06/1988   | 06/11/1988 | 21             |
| S160   | Singing Rocks (Roques cantants)                                                                                          | 13/11/1988   | 02/04/1989 | 21             |
| S161   | The Sport of Magicians (L'esport dels mags)                                                                              | 09/04/1989   | 27/08/1989 | 21             |
| S162   | The Dolphins (Els dofins)                                                                                                | 03/09/1989   | 14/01/1990 | 20             |
| S163   | Isle des Fleurs et Morte (Illa de les flors i la mort) (el títol original en francès va ser reeditat traduït a l'anglès) | 21/01/1990   | 24/06/1990 | 23             |
| S164   | Dangers in the Jungle (Perills a la jungla)                                                                              | 01/07/1990   | 16/12/1990 | 25             |
| S165   | The Snarff of Karff (El tràfec de Karff)                                                                                 | 23/12/1990   | 13/10/1991 | 43             |
| S166   | The Million Dollar Tour (La volta del milió de dòlars)                                                                   | 20/10/1991   | 19/04/1992 | 27             |
| S167   | Capt. C.C.'s Crazy Circus (El circ boig del capità C.C.)                                                                 | 26/04/1992   | 02/08/1992 | 15             |
| S168   | The Prison Break (La fugida de la presó)                                                                                 | 09/08/1992   | 24/01/1993 | 25             |
| S169   | The Bikers of Ghost Town (Els ciclistes de la ciutat fantasma)                                                           | 31/01/1993   | 22/08/1993 | 30             |
| S170   | The Bee Thief (El lladre d'abelles)                                                                                      | 29/08/1993   | 26/12/1993 | 18             |
| S171   | The Galactic Birthday Adventure (L'aventura de l'aniversari galàctic)                                                    | 02/01/1994   | 22/01/1995 | 56             |
| S172   | Revolution In Lotharton (Revolució a Lotharton)                                                                          | 29/01/1995   | 07/01/1996 | 50             |
| S173   | The Swarm (L'eixam) | 14/01/1996   | 18/08/1996 | 32             |
| S174   | Dr. Holton's Reputation (La reputació del Dr. Holton)                                                                    | 25/08/1996   | 09/02/1997 | 25             |
| S175   | Speedy | 16/02/1997   | 28/09/1997 | 33             |
| S176   | Mandrake Marries Narda (Mandrake es casa amb Narda)                                                                      | 05/10/1997   | 22/11/1998 | 60             |
| S177   | The Cloud (El núvol) | 29/11/1998   | 11/04/1999 | 20             |
| S178   | The Bullies (Els abusadors)                                                                                              | 18/04/1999   | 01/08/1999 | 16             |
| S179   | The Invisible Person (La persona invisible)                                                                              | 08/08/1999   | 10/10/1999 | 10             |
| S180   | Rumble on the Road (Estrèpit a la carretera)                                                                             | 17/10/1999   | 30/01/2000 | 16             |
| S181   | The Trick Stealer (L'atracador del truc)                                                                                 | 06/02/2000   | 28/05/2000 | 17             |
| S182   | High Climb to Danger (Escalada al perill)                                                                                | 04/06/2000   | 24/09/2000 | 17             |
| S183   | The Devil's Stagecoach (La diligència del diable)                                                                        | 01/10/2000   | 11/03/2001 | 24             |
| S184   | The Bank Mystery (El misteri del banc)                                                                                   | 18/03/2001   | 22/07/2001 | 19             |
| S185   | The Trouble with Hobbies (El problema amb els hobbies)                                                                   | 29/07/2001   | 02/12/2001 | 19             |
| S186   | Return of the Tourist (Retorn del turista)                                                                               | 09/12/2001   | 12/05/2002 | 23             |
| S187   | Shadows on Devil Road (Ombres al camí del diable)                                                                        | 19/05/2002   | 29/12/2002 | 33             |

## Comic books
Mandrake va tenir un paper destacat a Magic Comics, una recopilació de reimpressions d'historietes publicades per David McKay Company de 1939 a 1949. Mandrake va ser l'estrella de portada dels números 8 al 24. A partir del número núm. 25, una il·lustració de Mandrake va formar part del logotip de la revista.
També hi va haver quatre Mandrake the Magician (de Big Little Books) publicats per Whitman Publishing:
- Mandrake the Magician (1935)
- Mandrake the Magician and the Midnight Monster (1939)
- Mandrake the Magician, Mighty Solver of Mysteries (1942)
- Mandrake the Magician and the Flame Pearls (1946)

Dell Comics va publicar un número de Mandrake the Mag a la seva sèrie de còmics Four Color amb diversos personatges principals. El número de Mandrake, núm. 752, presentava històries originals de Stan Campell i escrites per Paul Newman.
Entre 1966 i 67, King Comics va publicar deu números en format comic book de Mandrake the Magician. La majoria de les històries eren relats d'històries anteriors de les tires de diaris i art de André LeBlanc, Ray Bailey i altres. Les històries de Mandrake també funcionaven com històries secundàries en altres títols de King.
L'editorial italiana Fratelli Spada va produir una quantitat considerable d'històries originals de Mandrake als anys seixanta i setanta. També se'n van publicar algunes al còmic americà Mandrake de King Comics.
Marvel Comics va publicar una mini-sèrie Mandrake el 1995, escrita per Mike W. Barr amb art pintat per Rob Ortaleza. Tot i això, només es van publicar dos dels tres números previstos.
Mandrake també ha tingut un gran èxit en còmics publicats a Gran Bretanya, Austràlia, Brasil, Índia, França, Espanya (publicada només en castellà per editorials com les catalanes Ediciones Vértice, Editorial Bruguera a la seva col·lecció Pocket de Ases nº29, 33 i 38, o J. Esteve entre altres), Itàlia, Iugoslàvia, Alemanya, Noruega, Dinamarca, Finlàndia, Turquia i Suècia. Tot i que, als països nòrdics, era sovint una història secundària dels còmics de The Phantom. Mandrake també és popular a l'Índia a través d'Indrajal Comics.
Mandrake es presenta juntament amb The Phantom a The Phantom Annual # 2, escrit per Mike Bullock i Kevin Grevioux i publicat per Moonstone Books.
El 2013, Dynamite Entertainment va llançar una mini-sèrie, Kings Watch, en la qual, com a Defenders of the Earth, Mandrake i Lothar es van unir amb Phantom, Flash Gordon, Dale Arden i Hans Zarkov. La sèrie va enfrontar els sis personatges al Cobra i Ming the Merciless. La va seguir un còmic en solitari Mandrake, escrit per Roger Langridge i dibuixat per Jeremy Treece, com a part de la sèrie King: Dynamite.

## Reimpressions
- Inside Magic publica actualment la tira còmica Mandrake de King Features.
- Dragon Lady Press va reimprimir una història diària de Mandrake de 1937 a Classic Adventure Strips #1.
- Pacific Comics Club va reimprimir dues històries procedents de les tires diàries de Mandrake del 1938, a Feature Books # 18 i # 23.
- Nostalgia Press va publicar un llibre en format hardback que imprimia dues històries de tires diàries de 1938.
- Pioneer Comics va reimprimir un gran nombre d'històries de Mandrake en format de comic book.
- Comics Revue va reimprimir diverses històries de Mandrake diàries i diumenges, incloent la primera història diària Mandrake i la primera història de Sunday Mandrake .
- JLA Publications va reimprimir diverses històries de Mandrake
- Hermes Press va reimprimir la sèrie de còmics King, en dos volums.[22]
- Titan Books va reimprimir les primeres tires dominicals de Mandrake el 2016.[23]
- Titan Books també ha començat a reimprimir les tires quotidianes, de Phil Davis i de Fred Fredericks .

## En altres mitjans

### Ràdio
Mandrake the Magician va ser un serial de ràdio de 15 minuts, que es va emetre al sistema de radiodifusió mútua des de l'11 de novembre de 1940 fins al 6 de febrer de 1942.

### Pel·lícules
El 1939, Columbia va produir un serial Mandrake the Magician en 12 parts, basat en la tira de King Features, protagonitzada per Warren Hull com Mandrake i Al Kikume com Lothar. El serial està disponible en DVD.
Una pel·lícula de Mandrake no autoritzada produïda a Turquia es va realitzar el 1967, Mandrake Killing'in Peşinde (Mandrake perseguint Killing) també es coneixia com a Mandrake Killing'e Karşı (Mandrake contra Killing), dirigida per Oksal Pekmezoğlu i protagonitzada per Güven Erte com Mandrake.
Anthony Herrera va tenir el paper principal a la pel·lícula de TV Mandrake (1979) amb Ji-Tu Cumbuka com a Lothar. El mag Harry Blackstone Jr. va ser presentat al repartiment.
El 2007, Baldwin Entertainment Group i Hyde Park Entertainment van comprar els drets per fer una pel·lícula de Mandrake dirigida per Mimi Leder. Les dues companyies tenen els drets sobre The Phantom de Lee Falk. Jonathan Rhys Meyers va ser el que va interpretar al personatge principal amb Chuck Russell com a director. El 2009, però, Hayden Christensen va reemplaçar Rhys Meyers en el paper principal de la pel·lícula amb la co-protagonista de Djimon Hounsou i la direcció de Mimi Leder. Warner Bros va anunciar que desenvolupen la versió cinematogràfica de Mandrake. El juny de 2016, Sascha Baron Cohen va ser escollit com a Mandrake.

#### Pel·lícules no produïdes
Als anys seixanta, Federico Fellini, amic de Falk, tenia intenció de fer una pel·lícula de Mandrake, però el projecte mai no es va realitzar.
A principis dels anys vuitanta, a les dues setmanes de signar amb el seu primer agent, el cineasta nord-americà Michael Almereyda va ser contractat per Embassy Pictures per reescriure un guió per a Mandrake the Magician. Va dir a la revista Filmmaker que, en rebre l'encàrrec, va volar a la ciutat de Nova York i es va registrar a l'hotel Chelsea per treballar en la reescriptura. Tres setmanes després, en va sortir amb un nou esborrany, però aleshores l'estudi havia canviat de caps i, en el poc temps que van dedicar a la seva revisió, el projecte va ser abandonat.

### Televisió
La NBC va realitzar un episodi pilot per a la sèrie de televisió Mandrake the Magician el 1954, però no van fer cap episodi més. El mag de l'escenari Coe Norton va fer el paper protagonista de Mandrake i Woody Strode el de Lothar.
Mandrake i Lothar van aparèixer per primera vegada en forma animada amb Phantom, Flash Gordon i Steve Canyon en el especial de televisió The Man Who Hated Laughter.
A la sèrie animada Defenders of the Earth (1986–87), Mandrake forma equip amb els altres aventurers de King Flash Gordon i The Phantom. Lothar, el millor amic i soci de lluita contra el crim de Mandrake, també té un paper destacat, a més d'un fill adolescent sobrenomenat LJ (Lothar Jr.) que és un artista marcial. Mandrake té un fill adoptat de sang asiàtica anomenat Kshin, a qui està formant com a aprenent i hereu. Peter Renaday va donar veu a Mandrake i Buster Jones a Lothar. Tota la sèrie ha estat publicada per BCI Eclipse com un conjunt de dos DVD als Estats Units, mentre que Fremantle Media va publicar la sèrie en DVD al Regne Unit.
A la sèrie animada Phantom 2040, amb un futur Phantom, Mandrake apareix a l'episodi "The Magician". Tot i això, no és nomenat en l'episodi, sinó que es presenta com un vell amic del pare de Phantom, un mag que va ajudar a construir gran part dels equips anteriors de Phantom. La seva forma molt ben conservada és compatible amb les propietats que confereixen longevitat dels cristalls. Peter Renaday torna a proporcionar la veu de Mandrake.

### Teatre
El musical Mandrake the Magician and the Enchantress es va produir a finals dels anys 70 al Lenox Arts Festival de Massachusetts. El guió és de Falk i Thayer Burch amb música de George Quincy i lletra de Burch.
Mandrake és un personatge de l'obra teatral King Kong Palace, escrit pel dramaturg xilè Marco Antonio de la Parra. En l'obra, Mandrake ara és una intèrpret en les festes d'aniversari, en les quals intenta seduir a Jane, l'ambiciosa esposa de Tarzan, per satisfer la seva voluntat de poder.

## Paròdies i homenatges
Mandrake the Magician ha inspirat diversos personatges de còmic amb poders màgics, entre ells Zatara, Kardak el mag místic, Monako, Dakor el mag, Ibis the Invincible, Mantor the Magician, Sargon the Sorcerer, Zatanna, Mr. Mystic, The Wizard, Mysto, el Magician Detecitve i Jim the Magician (Jadugar Jim en hindi).
A Mad núm. 14 (agost de 1954), Mandrake va ser anomenat "Manduck". Viu en un abocador de la ciutat, però convenç als visitants que és una palau "gesticulant hipnòticament". En aquesta història, rivalitza amb enginy amb The Shadow; ell, Lothar (anomenat Loathar) i The Shadow es fan tots els gestos hipnòticament els uns als altres i, després d'una enorme explosió, només queda Lothar (amb l'aspecte de Manduck). En un altre número, Manduck fa el truc de convertir Loathar en una dona rossa de 6 peus d'alçada (180 cm).
"In Pictopia" (publicat per primera vegada a Anything Goes! núm. 2 (agost de 1986) és un relat breu d'Alan Moore i de l'il·lustrador Don Simpson, que té lloc en un limbo de personatges de còmics. El personatge principal, Nocturno the Necromancer es basa en Mandrake. La història es va imprimir a The Extraordinary Works of Alan Moore de George Khoury (TwoMorrows, juliol de 2003).
Les Tales Designed to Thrizzle de Michael Kupperman, per Fantagraphics, toquen molts còmics, inclòs Mandrake the Magician amb una tira de tres vinyetes "Mancake the Magician".

## En la cultura popular
El cantant de country i western australià nascut a Nova Zelanda Tex Morton va tenir una exitosa cançó "Mandrake" gravada el 1941. Tractava d'un cavall de rodeu anomenat Mandrake, que mai no feia el mateix, explicant: "Mandrake és un bruixot, així va ser com va rebre el seu nom".
El jugador de beisbol professional Don Mueller, actiu a la Major League de Bseball des del 1948 fins al 1959, va ser anomenat "Mandrake the Magician" per la seva habilitat.
A Itàlia, hi ha una dita popular que non sono mica Mandrake ("No sóc Mandrake", referint-se a que "no puc fer el que és impossible"), en referència al mag.
Mandrake the Magician és anomenat a la novel·la La princesa promesa (1973) on es diu que a l'autor li va passar com a Mandrake quan se l'encén una bombeta a sobre el cap.
La banda de rock alternatiu sèrbia Disciplina Kičme tenia una cançó de 1989 anomenada "Betmen, Mandrak, Fantom" (Batman, Mandrake, The Phantom).